# Samostani na padinama Popocatépetla
Samostani na padinama Popocatépetla (šp.: Monasterios en las faldas del Popocatépetl) je zajednički naziv za UNESCO-ovu svjetsku baštinu koja se sastoji od 16 samostanskih misija koje su u 16. stoljeću izgradili augustinci, franjevci i dominikanci, s ciljem pokrštavanja indijanaca u području juga i istoka vulkana Popocatépetla u središnjem Meksiku. 
Oni su upisani na UNESCO-ov popis mjesta svjetske baštine u Sjevernoj Americi 1994. godine, jer su „služili kao model ranih samostana i crkvene gradnje tijekom pokrštavanja u cijeloj Novoj Španjolskoj, ali i na nekim drugim mjestima Latinske Amerike”.

## Povijest
Ovo područje je bilo intenzivno naseljeno od najranijeg doba. U vrijeme španjolskog osvajanja bilo je podijeljeno u dvije provincije astečkog carstva koje su bile poprište nekoliko krvavih bitaka kada je Hernán Cortés opsjedao Tenochtitlan (danjašnji Ciudad de Mexico) 1521. godine. Cortés je i pozvao prvih dvanaest franjevaca koji su došli 1523. godine i, nakon što su se ustoličili u gradu Meksiku, osnovali su samostane na padinama Popocatepetla: Cuernavaca (1525.), Huejotzingo (1529., slika desno), Calpan i Tochimilco. Fra Pedro de Gante je čak naučio i lokalni nahuatl jezik kako bi komunicirao s indijancima.
Nakon njih su uslijedili dominikanci 1526. godine, koji su osnovali samostane: Oaxtepec (1528.), Tepotzlan, Tetela del Volcán i Hueyapan. Samostani su služili i kao bolnice, škole i skladišta za hranu i vodu, te su imale i akvedukte, a dominikanci su posebno bili usredotočeni na razvijanje gospodarstva pokršetnih područja. 
Naposljetku su i augustinci 1533. godine osnovali samostane Ocuituco (1534.), Totolapan, Yecapixtla, Tlayacapan, Atlatlauhcan i Zacualpan de Amilpas, ali i prve europske škole za indijance.
Tri reda su osnovali svoje vlastite sfere utjecaja u ovom području. Njihovi odnosi su uglavnom bili skladni i nastalo je nekoliko zajedničkih putova, kao onaj između Hueyapana i Tochimilcoa (koji odavno nije u upotrebi i zato je sačuvano podosta njegove izvorne površine). Samostani su osnivani u područjima gusto naseljenih autohtonih naselja, s ciljem pružanja žarišne točke za nastanak gradskog naselja; uloga koju su samostani zadržali do današnjih dana. U Cuernavaci, koja je bila važno pretšpanjolsko središte i koji je postao glavni grad kolonijalne pokrajine, samostan je iznimno postao katedralom.
Kasnije su ovi redovi širili kršćanstvo i osnovali su misije širom Nove Španjolske, kao što su: Guerrero, Oaxaca, Chiapas i Guatemala.
Između 1525. i 1570. godine, više od stotinu samostana je izgrađeno na ovom području i teško je pratiti broj redovnika koji su došli u Novu Španjolsku u tom razdoblju. Do kraja stoljeća više od tristo ih je osnovano. Nakon Tridentskog sabora, koji je završio 1567. godine, uloga misionaskih redova je umanjena, a mnoge samostane je preuzelo redovito svećenstvo, pretvarivši ih župne crkve. 

## Odlike
Samostani na padinama Popocatépetla su služili kao model arhitekture i urbanizma mnoih druih samostana koji su uslijedili nakon njih. Oni su sagrađeni s debelim i čvrstim zidinama jednostavne vanjštine, te na nekima im njihovi tornjevi i tornjići daju izgled utvrda, tzv. „utvrđena svetišta”. U vrijeme izgradnje im je obrambena uloga još uvijek bila jako važna jer su sagrađeni na prostorima „poganskih indijanskih plemena”.
Većina samostana ima veliki atrij ispred crkve, otvorenu kapelu, četiri kapele na svakom kutu atrija, križne postaje na zidovima atrija i kameni križ u njegovoj sredini, te nadsvođenu crkvu i prostorije sa zajedničkim klaustrom za monahe. Za razliku od kasnijih crkava, otvoreni atrij je igrao veoma važnu ulogu jer je u smaostanima bio mali broj svećenika pa je velik broj preobraćenika pratio misu na otvorenom. Najprije bi se izgradio niski zid koji je okruživao atrij s otvorenom kapelom na jednom kraju koja bi kasnije prerasla u crkvu.

### Popis zaštićenih lokaliteta
| Slika | Ime | ID      | Lokacija (Grad, Država)            | Koordinate                                  | Površina |
| ----- | --- | ------- | ---------------------------------- | ------------------------------------------- | -------- |
|       | Convento de San Mateo Apóstol y Evangelista (Samostan sv. Mateja Apostola i Evanđelista)                                                     | 702-001 | Atlatlahucan, Morelos              | 18°33′38″N 98°32′07″W / 18.5605°N 98.5352°W | 1,23ha   |
|       | Cuernavaca katedrala Velike Gospe (Catedral de la Asunción de María)                                                                         | 702-002 | Cuernavaca, Morelos                | 18°31′13″N 99°08′39″W / 18.5202°N 99.1442°W | 1,57ha   |
|       | Convento de Santo Domingo de Guzmán (Samostan sv. Dominika de Guzmána)                                                                       | 702-003 | Hueyapan, Morelos                  | 18°31′52″N 98°24′45″W / 18.5310°N 98.4125°W | 0,91ha   |
|       | Convento de Santo Domingo de Guzmán | 702-004 | Oaxtepec, Morelos                  | 18°32′33″N 98°32′07″W / 18.5425°N 98.5352°W | 1,14ha   |
|       | Templo y Antiguo Convento de Santiago Apóstol (Crkva i stari samostan sv. Jakova Apostola)                                                   | 702-005 | Ocuituco, Morelos                  | 18°31′25″N 98°27′48″W / 18.5237°N 98.4632°W | 0,62ha   |
|       | Convento de la Natividad o de la Anunciación (Crkva Rođenja i Navještenja)                                                                   | 702-006 | Tepoztlán, Morelos                 | 18°35′28″N 99°03′21″W / 18.5911°N 99.0559°W | 1,42ha   |
|       | Convento de San Juan Bautista (Crkva sv. Ivana Krstitelja)                                                                                   | 702-007 | Tetela del Volcán, Morelos         | 18°31′59″N 98°26′05″W / 18.5331°N 98.4346°W | 1,19ha   |
|       | Convento de San Juan Bautista | 702-008 | Tlayacapan, Morelos                | 18°34′19″N 98°35′07″W / 18.5720°N 98.5852°W | 0,62ha   |
|       | Convento de San Guillermo (Samostan sv. Vilima Akvitanskog)                                                                                  | 702-009 | Totolapan, Morelos                 | 18°35′33″N 98°33′02″W / 18.5924°N 98.5506°W | 3,61ha   |
|       | Convento de San Juan Bautista (Samostan sv. Ivana Krstitelja)                                                                                | 702-010 | Yecapixtla, Morelos                | 18°31′49″N 98°30′53″W / 18.5303°N 98.5147°W | 1,2ha    |
|       | Convento de Asunción de María (Dominikanski konvikt i crkva Velike Gospe)                                                                    | 702-011 | Yautepec, Morelos                  | 18°28′13″N 98°27′21″W / 18.4702°N 98.4557°W | 0,24ha   |
|       | Convento de la Inmaculada Concepción (Samostan Bezgrešnog Začeća)                                                                            | 702-011 | Zacualpan de Amilpas, Morelos      | 18°35′33″N 98°33′02″W / 18.5924°N 98.5506°W | 3,61ha   |
|       | Convento de San Francisco de Asís (Samostan sv. Franje Asiškog)                                                                              | 702-012 | San Andrés Calpan, Puebla          | 19°03′36″N 98°16′31″W / 19.0600°N 98.2754°W | 1,51ha   |
|       | Convento de San Miguel Arcángel (Samostan sv. Mihovila Arhanđela)                                                                            | 702-013 | Huejotzingo, Puebla                | 19°05′34″N 98°14′29″W / 19.0927°N 98.2413°W | 5,65ha   |
|       | Convento de la Asunción de Nuestra Señora (Samostan Velike Gospe)                                                                            | 702-014 | Tochimilco, Puebla                 | 18°31′58″N 98°20′32″W / 18.5328°N 98.3421°W | 1,1ha    |
|       | Conjunto Conventual Franciscano y Catedralicio de Nuestra Señora de la Asunción (Kompleks franjevaca konventualaca i katedrale Velike Gospe) | 702-015 | Tlaxcala de Xicohténcatl, Tlaxcala | 19°11′06″N 98°08′30″W / 19.1850°N 98.1416°W | 2,82ha   |

## Vanjske poveznice
- Advisory Body Evaluation (engl.)
- Decision: Report of the 18th Session of the Committee (engl.)
- Fotogalerija Franjevačkih misija Sierra Gorde (engl.)